# Џејмс Бредли
Џејмс Бредли (енгл. James Bradley; март 1693 — 13. јул 1762) је био енглески астроном, и био је Краљевски астроном од 1742. године, наследивши Едмунда Халеја. Најпознатији је по своја два фундаментална открића за астрономију, аберацији (1725–1728) и нутацији (1728–1748). Ова открића су названа "најбриљантнијим и најкориснијим открићима века " од стране Жан Батиста Жосефа Деламбреа, историчара астрономије, математичког астронома и директора Париске опсерваторије, у својој историји астрономије осамнаестог века (1821), јер "овима двема Бредлијевим открићима ми приписујемо заслугу за егзактност модерне астрономије. .... Ова дупла заслуга додељује астроному заслужном за њих истакнуто место, (одмах после Хипарха са Родоса и Јохана Кеплера) изнад најсјајнијих астронома свих времена и свих земаља."

## Биографија
Бредли је рођен у Шерборну, у близини Челтенхама у грофовији Глостершир, од оца Вилијама Бредлија и мајке Џејн Паунд у марту 1693. године. Након похађања Вествуд гимназије, приступио је Балиол колеџу при Кембриџу 15. марта 1711. године, и стекао дипломе основних и мастер студија 1714, то јест 1717. године. Његове ране опсервације су вршене у ректорату Ванстида у Есексу, под туторством Џејмса Пoнда, свога ујака, који је уједно био и врло вешт астроном. Бртедли је изабран за члана Краљевског друштва 6. новембра 1718. године.
Преузео је дужност викара Бридстоуа наредне године, као и малу синекуру, живећи у Велсу, коју му је обезбедио његов пријатељ, Самуел Молине. Иступио је из службе викара 1721. године, када је добио посао савилијанског професора астрономије на универзитету Оксфорд, где је такође и као читач на тему експерименталне филозофије у периоду од 1729. до 1760. године одржао 79 предавања у Ашмолеан музеју.
Године 1722. је Бредли измерио пречник Венере великим ваздушним телескопом са фокалном дужином која износи 212 ft (65 m).
Бредлијево откриће аберације се догодило док је покушавао да открије звездану паралаксу. Бредли је сарађивао са Самуелом Молинеом све до Молинеове смрти 1728. године; они су покушавали да премере паралаксу Гама Дракониса.
Ова звездана паралакса је морала да се појави, ако је уопште и постојала, као мала годишња циклична кретња очигледне позиције звезде. Међутим, иако Бредли и Молине нису пронашли очекивану очигледну кретњу проузроковану паралаксом, уместо тога су пронашли другачију, необјашњену годишњу цикличну кретњу. Убрзо након Молинеове смрти, Бредли је схватио да је ово проузроковано феноменом који је данас познат по имену аберација светлости. Основа по којој је Бредли открио ову годишњу цикличну кретњу је у ствари примећена из очекиване кретње изазване паралаксом, а то је да је њен годишњи распоред био другачији.
Прорачуни су показали да, да је постојала било каква кретња изазвана паралаксом, звезда би достигла своју најјужнију позицију у децембру, а своју најсевернију позицију у јуну. Оно што је Бредли открио уместо тога је била једна очигледна кретња која је достизала своју најјужнију позицију у марту, а најсевернију у септембру; то није могло бити приписано утицају паралаксе: узрок кретања са откривеним шаблоном је у почетку био потпуно нејасан.
Често се говорило да је Бредли дошао до решења овог проблема када је једрио на свом броду реком Темзом. Приметио је да када би се брод окренуо, мала застава на његовом јарболу би променила свој смер, иако се ветар није променио; једине промене су биле правац и брзина брода. Бредли је проучио да последице, претпостављајући да правац кретања и брзина кретања Земље по својој орбити, заједно са константном брзином светлости звезде, могу изазвати очигледне промене у позицији звезда које је посматрао. Открио је да се ово потпуно поклапало са његовим запажањима, па је такође давало и процену брзине светлости, те је доказало и да је звездана паралакса, ако постоји, осим у екстремним случајевима који се догађају у јуну и у децембру, превише мала да би се могла измерити са прецизношћу коју је Бредли поседовао. (Мали износ било које паралаксе, у поређењу са очекивањима, је такође показала и да звезде морају бити много удаљеније од Земље него што је ико икада претпостављао.)
Ово откриће, које је касније постало познато као аберација светлости је било, што се тиче реалистичних сврха, закључни доказ о кретању Земље, и тиме је потврђена и тачност теорија Хипаркха са Родоса и Кеплера; објављена је пред Краљевским друштвом у јануару 1729. године (Филозофске трансакције Краљевског друштва xxxv. 637). Теорија аберације је такође Бредлију дала и прилику да побољша претходне процене брзине светлости, која је претходно приказана као финитна у радовима Олеа Кристенсена Ремера и других.
Најраније опсервације путем којих је дошло до открића аберације су спроведене у Молинеовој кући у Кју Грину, а настављене су у кући Бредлијевог ујака, Џејмса Паунда у Ванстиду у Есексу. Након објављивања свог рада на тему аберације, Бредли је наставио са осматрањима, да би развио и проверио своје друго велико откриће, нутацију Земљине осе, међутим, своје откриће није јавно објавио све до 14. фебруара 1748. године (Phil. Trans. xlv. I), када је тестирао његову тачност и постојаност минутним опсеврацијама током потпуне револуције (18.6 година) месечевих чворова.
Године 1742. је Бредли изабран да наследи Едмунда Халеја као Краљевски астроном; његова важна репутација му је дозволила да затражи сет инструмената који је тада коштао 1.000 фунти; са квадрантом од осам стопа који је завршен за њега 1750. године од стране Џона Берда, у Гриничу је сакупио у периоду од десет година материјале неприкосновене вредности за реформу астрономије. Додељена му је краљевска пензија од 250 британских фунти годишње, почевши од 1752. године.
Бредли се пензионисао са већ лошим здравственим стањем, девет година касније, преселивши се у село Чалфорд у округу Глостершир, где је и умро 13. јула 1762. године.Бредли је сахрањен у парохијској цркви у Мичинхамптону, у округу Глостершир. Објављивање његових опсервација је одложено због расправа о томе коме припадају; напокон су објављене од стране Кларедон штампарије у Оксфорду у два велика издања (1798, 1805)